# Бочарская, Магдалена
Магдалена Бочарская (пол. Magdalena Boczarska; 12 декабря 1978, Краков, Польша) — польская актриса
 театра, кино и телевидения. Член Польской киноакадемии.

## Биография
После учёбы в лицее, в 2001 году окончила Академию театральных искусств имени Станислава Выспяньского в Кракове. Ещё обучаясь в академии, участвовала в спектаклях театральных школ в Лодзи, где, за роль Женщины в спектакле «Райский сад» (пол. «Rajski ogród»), получила премию имени Николая Грабовского.
Дебютировала в сентябре 2002 года на сцене «Нового театра» в Лодзи, где играла главную роль в спектакле Станислава Виткевича «Водяная курица» (пол. «Kurka wodna»). С 2003 года выступает на сцене Национального театра в Варшаве, сотрудничает с театрами Варшавы, Берлина и Словакии.
С 2005 года снимается в популярных сериалах, как польских, так и немецких.

## Избранная фильмография

### Художественные фильмы
- 2006: Pod powierzchnią − Аня
- 2007: Тестостерон − Алиция
- 2007: Futro − Аня, сестра Алиции
- 2008: Lejdis − Арлетта
- 2008: Putzfrau Undercover − Ирина
- 2009: Идеальный парень для моей девушки − Лу́на
- 2009: Zero − кассирша
- 2010: Розочка − Камила «Розочка» Сакович
- 2011: Jak się pozbyć cellulitu − Корнелия Матейко
- 2012: Ixjana − Марлена
- 2012: Bejbi blues − мать Наталии
- 2013: W ukryciu − Янина
- 2014: Гражданин − мать Яна в молодости
- 2017: Sztuka kochania. Historia Michaliny Wisłockiej — Михалина Вислоцкая
- 2017: Pod niemieckimi łóżkami (Unter deutschen Betten) — Юстина Полянськая
- 2019: Пилсудский — Мария Пилсудская
- 2019: Ukryta gra — барменша
- 2021: Listy do M. 4 — Дагмар
- 2021: Magnezja — Хелена

### Сериалы
- 2001: Klinika pod Wyrwigroszem
- 2005–2006: Tango z aniołem
- 2005: Pensjonat pod Różą
- 2005: В добре и в зле
- 2005: Abschnitt 40
- 2006: Dylematu 5
- 2007: Determinator
- 2007–2008: Barwy szczęścia
- 2007: Miejsce zbrodni
- 2008: Teraz albo nigdy!
- 2008–2009: 39 i pół
- 2009; 2011: Время чести
- 2009: Ihr Auftrag, Pater Castell
- 2012: Misja Afganistan
- 2013: Rodzinka.pl
- 2013: Lekarze
- 2014: Prawo Agaty
- 2014: Zbrodnia
- 2015: Mąż czy nie mąż
- 2016–2018: Druga szansa
- 2017: Der Usedom Krimi
- 2018–2019: Pod powierzchnią
- 2019: Принцип удовольствия (телесериал)
- 2020: Król
- 2020: Żywioły Saszy-Ogień
- 2022: Zachowaj spokój

## Награды
- 2001: Премия руководства «Нового театра» в Лодзи
- 2010: Премия за главную женскую роль в фильме «Розочка » на 35-м Фестивале польского кино в Гдыне
- 2010: «Серебряный павлин» за лучшую женскую роль в фильме «Розочка» на Индийском международном кинофестивале в Гоа
- 2011: Лауреат ежегодной премии в области кинематографии, присуждаемой Польской киноакадемией «Орлы»
- 2013: «Серебряный павлин» за лучшую женскую роль в фильме «Скрытый» на Индийском международном кинофестивале в Гоа
- 2019: Премия за главную женскую роль в фильме «Пилсудский» на 44-м Фестивале польского кино в Гдыне